# Innocence (Björk)
Innocence è una canzone della cantautrice islandese Björk, estratta come secondo singolo dall'album Volta. La canzone è stata scritta, composta e prodotta da Björk e dai produttori Timbaland e Danja. Tra i brani di Björk, Innocence è finora il singolo di maggior successo in Italia, dove, ai tempi della sua pubblicazione, raggiunse la nona posizione nella classifica dei singoli più venduti.

## Il concorso per la realizzazione del videoclip
Il 19 marzo 2007 fu indetto, sul sito bjork.com, un concorso per i fan dell'artista, in cui i partecipanti erano invitati a realizzare il video del terzo singolo di Volta, Innocence. Il concorso sarebbe dovuto scadere il 10 luglio, ma, a causa di alcuni problemi nella realizzazione del videoclip di quello che doveva essere il secondo singolo, Declare Independence, si decise di chiudere il concorso il 10 giugno e pubblicare Innocence come secondo singolo, decisione che non fu pienamente apprezzata dai partecipanti del concorso, molti dei quali non poterono consegnare in tempo il prodotto definitivo.
Il videoclip vincitore del concorso, annunciato il 27 luglio sul sito bjork.com, fu quello realizzato dal duo francese Fred & Annabelle.

## Tracce

### Digital EP
1. Innocence (Mark Stent Radio Edit)
2. Innocence (Simian Mobile Disco 12" Remix)
3. Innocence (Alva Noto Unitxt Remodel 12" Remix)
4. Innocence (Ghostigital Untouchable Innocence Still Amazes Fearless Remix)

### 12" Double Heavy Weight Vinyl
1. Innocence (Simian Mobile Disco 12" remix)
2. Innocence (Alvo Noto Unitxt remodel 12" remix)
3. Innocence (Mark Stent Remix)
4. Innocence (Ghostigital Untouchable Innocence Still Amazes 12")
5. Innocence (Jimmy Douglas Mix)
6. Innocence (Simian Mobile Disco Dub)
7. Innocence (Mark Stent Instrumental)

### CD
1. Innocence (Simian Mobile Disco 12"remix)
2. Innocence (Alvo Noto Unitxt remodel 12" remix)
3. Innocence (Mark Stent Remix)
4. Innocence (Ghostigital Untouchable Innocence Still Amazes 12")
5. Innocence (Jimmy Douglas Mix)
6. Innocence (Simian Mobile Disco Dub)
7. Innocence (Mark Stent Instrumental)

### DVD
1. Innocence Video - Fred & Annabelle (Competition winner) – 4:29
2. Innocence Video - Christiano Leal (Runner-up) – 4:30
3. Innocence Video - Davood Saghiri (Runner-up) – 4:10
4. Innocence Video - Dimitri Stankowicz (Runner-up) – 1:18
5. Innocence Video - Étienne Strubbe (Runner-up) – 1:11
6. Innocence Video - Julien Himmer (Runner-up) – 3:53
7. Innocence Video - Laurent Labouille (Runner-up) – 4:29
8. Innocence Video - Mario Caporali (Runner-up) – 4:29
9. Innocence Video - Mik o_o Armellino (Runner-up) – 2:29
10. Innocence Video - Misi Park & Jean-Pierre Khazem (Runner-up) – 4:11
11. Innocence Video - Roland Matusek (Runner-up) – 4:11
12. Innocence Video - [Credits] (Credit Roll, without sound) – 0:35
13. Innocence Audio - Dolby Digital 5.1 & DTS (Album Version) – 4:10
14. Innocence Audio - Remix (Mark Stent - radio edit) – 4:20
15. Innocence Audio - Remix (Simian Mobile Disco - radio edit) – 4:10
16. Innocence Audio - Remix (Carsten Nicolai - Alva Noto Unitxt removed 12" remix) – 6:13
17. Innocence Audio - Remix (Ghostigital Untouchable - Innocence Still Amazes 12" remix) – 5:27
18. Innocence Audio - Remix (Simian Mobile Disco - remix 12") – 7:44
19. Innocence Audio - Remix (Mark Stent - Instrumental) – 4:21
20. Innocence Audio - Remix (Simian Mobile Disco - dub remix) – 7:42

## Classifiche
| Classifica             | Posizione più alta |
| ---------------------- | ------------------ |
| European Singles Chart | 50                 |
| Greek Singles Chart    | 16                 |
| Italian Singles Chart  | 9                  |